# Zmaza
Zmaza – polski zespół punkowy z Trzcianki. Powstał na początku lat 90. pod nazwą Zmaza Nocna. 
Zespół, po udanych występach na lokalnych festiwalach i przeglądach, nagrał w roku 2003 demo Amademosz. W listopadzie 2005 nagrał płytę pt. Owszem. Po jej wydaniu grupa zaczęła koncertować w całej Polsce, m.in. razem z Kultem i Pidżamą Porno. W ramach Festiwalu Kultury Niezależnej C.K. Alternatiff zdobyła pierwszą nagrodę. Od października 2005 Zmaza wzięła udział w trasie koncertowej Farbenheit zespołu Farben Lehre.
W roku 2006 grupa została laureatem I nagrody Jury na Jarocin Festiwal, ma za sobą liczne koncerty klubowe w Polsce i kilka występów za granicą (Niemcy, Holandia). W latach 2011 i 2012 Zmaza wystąpiła w ramach Festiwalu Woodstock na scenie Pokojowej Wioski Kryszny. W roku 2013 wokalista zespołu został zaproszony do udziału w Projekt Punk zespołu Farben Lehre na dużej scenie Przystanku Woodstock. W roku 2014 wydał płytę zawierającą utwory z wcześniejszych lat twórczości pt. 92-96 nakładem Lou& Rocked Boys oraz wystąpił na 20. Festiwalu Przystanek Woodstock w ramach małej sceny.

## Dyskografia
| 2005                           | Owszem - Data: 27 marca 2006 - Wydawca: Lou & Rocked Boys                             | —  |
| 2008                           | To Nie My - Data: 24 listopada 2008 - Wydawca: Lou & Rocked Boys                      | —  |
| 2014                           | 92-96 - Data: 13 marca 2014 - Wydawca: Lou & Rocked Boys                              | 48 |
| 2015                           | Zmaza & The Bill Woodstock 2014 - Data premiery: 12 marca 2015 - Wydawca: Złoty Melon |    |
| „–” pozycja nie była notowana. |                                                                                       |    |